# Martinec Orehovički
Martinec Orehovički is een plaats in de gemeente Bedekovčina in de Kroatische provincie Krapina-Zagorje. De plaats telt 401 inwoners (2001).